# Keisuke Honda
Keisuke Honda (本田 圭 佑 Honda Keisuke) nascut el 13 de juny de 1986 a la ciutat de Settsu, de la Prefectura d'Osaka, al Japó, és un futbolista que juga com a migcampista, tot i que també pot jugar com a lateral esquerre i davanter, posició que ocupa habitualment a la selecció de futbol del Japó. Actualment fa també d'entrenador de futbol.
Va debutar amb el Japó el 22 de juny de 2008 contra la selecció de Bahréin. El 12 de maig de 2014 s'anuncià la seva inclusió a la llista de 23 jugadors de la selecció japonesa per disputar el Mundial de 2014 al Brasil. Els dorsals van ser anunciats el 25 de maig.